# República romana tardía
La llamada República romana tardía fue una nueva etapa en la que entró dicho Estado a partir de finales del siglo II a. C. (VII ab urbe condita), en su nueva posición de hegemonía mundial, tras haber destruido o debilitado a todas las grandes naciones que pudieran haber representado una amenaza para su propia supervivencia.
Todas las grandes potencias del Mediterráneo fueron doblegadas por Roma en un corto período. La República cartaginesa fue destruida en las guerras púnicas (146 a. C.), así como el Reino de Macedonia en las guerras macedónicas, el Imperio seléucida la gran potencia del este fue reemplazada a potencia de segundo orden en la guerra siria y el sometimiento de Grecia al poder romano dejó a Roma como dueña del Mediterráneo. Roma durante los sucesivos siglos no volvió a tener un enemigo organizado capaz de poner en peligro su propia existencia, solo algunos reinos como el Ponto, Numidia o Armenia crearon molestias regionales rápidamente subsanadas.
En esta nueva era, el mayor problema de la República fueron los propios enemigos internos, surgidos con los nuevos conflictos ideológicos y propiciados por el enorme éxito romano, estos saturaron las antiguas leyes e instituciones republicanas en una gran crisis del modelo de Estado que fragmentó la sociedad romana. La República se vio sacudida por nuevas reivindicaciones sociales por parte de los propios pueblos italianos aliados de Roma, quienes no poseían la ciudadanía romana y soportaban el peso de las campañas militares, sin tener opción de acceder a las nuevas oportunidades que ofrecían las nuevas conquistas territoriales.
Paralelamente, la aristocracia y la clase política concretamente, se beneficiaron enormemente de las nuevas conquistas del mundo mediterráneo. Los
tributos impuestos a Cartago, Macedonia y Siria, el botín arrancado a las provincias y las ganancias
derivadas del comercio efectuado, aumentaron su poder y riqueza. Este nuevo poder dotó de mayores recursos a los propios políticos para llevar a cabo sus propias aspiraciones personales, aspiraciones que en muchos casos se hacían a expensas del bienestar del estado. En esta nueva era, las grandes fortunas permitieron ostentar clientelas enormes con las que se ejercía influencia y compra de votos, con el único propósito de servir al aumento del poder personal a expensas de la legalidad, enfermedad que sin duda alguna fue el mayor problema de la República y la causa final de su destrucción.

## El cambio político y social
Las numerosas campañas en el extranjero de los generales romanos y la recompensa a los soldados con los saqueos de estas campañas provocó una tendencia general a que los soldados se hicieran más leales a sus generales que al estado, y una voluntad de seguir a sus generales hacia una batalla contra el estado. Además, Roma fue acosada por varios levantamientos de esclavos durante este periodo, en parte porque durante el siglo anterior se habían entregado muchas tierras para la agricultura en las que los esclavos superaban ampliamente en número a sus amos romanos. En el último siglo anterior a la era común tuvieron lugar al menos doce rebeliones. Este patrón no cambió hasta que Octavio (más tarde César Augusto) terminó con él al convertirse en un serio oponente a la autoridad del Senado y ser nombrado princeps («emperador»).
Entre 135 a. C. y 71 a. C. tuvieron lugar tres guerras serviles: levantamientos de esclavos contra el estado romano. La tercera, la más seria, involucró al final a entre 120 000 y 150 000 esclavos sublevados.
Además, en 91 a. C., estalló la guerra Social entre Roma y sus anteriores aliados en Italia, conocidos colectivamente como los socii, por la oposición entre los aliados a compartir los riesgos de las campañas militares romanas pero no sus recompensas. A pesar de sufrir derrotas como la de la batalla del Lago Fucino, las tropas romanas vencieron a las milicias itálicas en varios enfrentamientos decisivos, especialmente la batalla de Asculum. Aunque perdieron militarmente, los socii lograron sus objetivos con las proclamaciones de la Lex Julia y la Lex Plautia Papiria, que concedía la plena ciudadanía romana a todos los itálicos peninsulares. Las nuevas reformas populares incendiaron la ira de muchos senadores conservadores que apostaban por preservar las antiguas gens al poder en el senado.

## Período de los Gracos

### Tiberio Sempronio Graco
Hacia finales del siglo II a. C., el descontento de los plebeyos hacia sus opresores los partricios aumentaba. En el año 135 a. C., fue elegido tribuno de la plebe, es decir, representante de los plebeyos con el poder del veto, Tiberio Sempronio Graco.
Desde este cargo quiso solucionar el problema agrario y mejorar la desastrosa situación del campesinado itálico, implantando una serie de leyes que no fueron muy bien recibidas por la mayoría del Senado.
Propuso una lex agraria que permitiera el reparto de tierra procedente del ager publicus entre los ciudadanos más pobres; la experiencia de Tiberio en Hispania así como -según reveló su hermano Cayo- la situación del campo en Etruria, donde la esclavitud estaba muy difundida, fueron las causas principales que explican sus revolucionarios proyectos.
Para llevarlos a la práctica contaba con el apoyo de una factio senatorial en la que figuraba, entre otros, Apio Claudio Pulcro (cónsul en 143 a. C.), Publio Mucio Escévola y Publio Licinio Craso Muciano (cuya hija estaba casada con su hermano Cayo). Este círculo era contrario al que encabezaba Escipión Emiliano (al que también unían vínculos familiares, pues Escipión estaba casado con Sempronia, hermana de Tiberio y de Cayo). En su intento de sacar adelante su proyecto de ley agraria, trató de revitalizar una ley más antigua por la que quedaba limitado a 500 iugera (125 ha) el máximo de tierra estatal por possesor (más otras 250 suplementarias por cada hijo); de esta forma se establecía que la tierra restante debía ser devuelta para proceder a su reparto en lotes de 30 iugera (7'5 ha) como máximo, en las que debían asentarse ciudadanos sin tierras -en calidad de colonos a perpetuidad- mediante el pago de una simbólica contribución.
Eran propuestas razonables y coherentes con las leyes Licinias aprobadas dos siglos antes, pero Tiberio cometió el error de conducir el proyecto desde una postura de demagogia y radicalidad, una actuación populista y callejera que contrastaba con su posición social y su refinado estilo de vida.
El proyecto preveía que la puesta en marcha de la operación corriera a cargo de una comisión de tres miembros (Illviri agris dandis adsignandis iudicandis) elegida anualmente, despertando la violenta oposición de la aristocracia senatorial, que se valió del tribuno de la plebe (y pariente de Graco) Marco Octavio para vetarlo (intercessio). Sin embargo, Octavio fue, a instancias de Tiberio, depuesto de su magistratura en una votación de los comicios, hecho sin precedentes y contrario al mos maiorum que fue interpretado por muchos senadores (incluso por algunos partidarios de la reforma) como un acto revolucionario y anticonstitucional. Con Minucia, fiel a los proyectos de Tiberio, como sustituto de Octavio, la asamblea popular no tuvo dificultades para la aprobación, por unanimidad, del proyecto de ley, eligiéndose a los tres miembros de la comisión (Tiberio, su hermano Cayo y su suegro Apio Claudio). La comisión contó con poder ejecutivo, y cuando Átalo III de Pérgamo legó su reino al pueblo romano, también con los recursos financieros necesarios, lo que agudizó más el nerviosismo de la oposición senatorial, encabezada por Publio Cornelio Escipión Nasica Serapión. En el verano del 133 se convocaron los comicios que debían decidir la reelección de Tiberio como tribuno de la plebe, lo cual, sin estar prohibido, atentaba contra la costumbre establecida; de hecho, para tratar de lograr sus reformas, tuvo que adoptar medidas dudosamente constitucionales, argumento que utilizaron sus detractores para minar su apoyo entre los senadores.
Tiberio Graco murió asesinado a golpes el día que se presentaba a un nuevo mandato, cuando un grupo de exaltados senadores y hombres armados, encabezados por Escipión Nasica, masacró entre doscientos y trescientos seguidores de los Graco con mazas y estacas, en el espacio abierto del templo capitolino. Tiberio murió de un mazazo en la nuca. Su cuerpo fue arrojado al Tíber, negándosele toda sepultura, mientras Nasica era destinado, prudentemente, a una misión en Asia, y Escipión Emiliano justificaba en cierta medida su asesinato. Sus esfuerzos por una reforma agraria fueron continuados por su hermano Cayo, el cual fue también asesinado por los mismos motivos.

### Cayo Sempronio Graco
Cayo Sempronio Graco era hermano menor de Tiberio Sempronio Graco. En el año 123 fue elegido, al igual que su hermano, tribuno de la plebe. Cayo llevó adelante y con buena mano la aplicación de las leyes que su hermano había propuesto. Volvió a lanzar la reforma agraria e hizo en ella algunas variaciones. Estas son las reformas que llegó a hacer y que fueron aprobadas:
- Las restituciones del ager publicus se dejaron de lado y en su lugar se verificó un nuevo reparto de tierras con la fundación de colonias en territorio de Cartago. Esto fue una novedad difícil de entender y de aceptar para la clase senatorial puesto que nunca antes Roma había fundado colonias fuera de Italia. La colonia de Cartago se creó con la ley Rubria que fue abolida en el 121 a. C., creando así una situación difícil y confusa para los colonos. Años después Julio César reemprendería la colonización.
- Prometió a los soldados que estarían equipados a expensas del Estado (antes se tenían que pagar ellos mismos sus pertrechos e incluso aportar las armas). Aprobó leyes para mejorar el servicio militar y para construir nuevas carreteras que favorecieran la marcha de los soldados en campaña.
- Puso en marcha una nueva ley, la Ley Annona (Annona era la diosa de la recolección). Fue una novedad en Roma aunque era muy conocido este sistema entre los griegos. Esta ley fijaba un precio para el trigo, estableciendo una cantidad de trigo por mes (43,5 litros) y con un importe reducido para los ciudadanos romanos más pobres. La ley fue una medida muy acertada. Años más tarde el general Cayo Mario la llevaría a cabo con gran éxito lo mismo que el propio Julio César.
- Abolió la ley Calpurnia del 149 a. C. con lo que rompió el monopolio del Senado en los asuntos de los tribunales e introdujo al mismo tiempo la paridad de estos con los caballeros.

Cayo Sempronio Graco cometió el gran error de pretender el tercer mandato consecutivo como tribuno de la plebe. Esta pretensión fue lo que colmó la paciencia del Senado que se puso en su contra. El Senado actuó con la estrategia de aconsejar al otro tribuno de la plebe Livio Druso que se opusiera, otorgando además su apoyo mediante un senadoconsulto último (es decir "en caso de gran peligro, el Senado daba plenos poderes a los cónsules"). Se desencadenaron las revueltas y hubo una gran matanza. Murieron más de 3000 partidarios de Cayo Graco y él mismo se suicidó (o mandó a uno de sus esclavos que le diera muerte) en el bosque Furrina, en las laderas del monte Janículo de Roma.
El programa de nuevas leyes de los hermanos Graco era en sí mismo bueno para Roma y para su evolución en la historia. Fracasó porque fue muy difícil aglutinar a las clases sociales y a sus inclinaciones tan dispares. La plebe urbana tenía sus intereses que eran muy distintos de los de la plebe rural y se contraponían en varios puntos. Ambas eran a su vez enemigas de los caballeros a quienes consideraban más cerca de la oligarquía senatorial que de ellas.

## Guerra entre Mario y Sila

### Ascenso político de Mario

#### Guerra de Yugurta
Micipsa, rey de Numidia, un reino aliado de Roma, murió en el 118 a. C. Sus descendientes fueron dos hijos naturales, Adherbal y Hiempsal, y un sobrino suyo, hijo adoptivo, llamado Yugurta. La voluntad de Micipsa era que a su muerte sus tres hijos compartieran el reino, pero Yugurta asesinó a Hiempsal, aunque Adherbal logró huir a Roma, pidiéndole ayuda. Esta envió una comisión romana a Yugurta, pero este no sólo la rechazó, sino que los ejecutó junto con algunos ciudadanos romanos. Estas ejecuciones, provocaron que, en 111 a. C., los romanos declarasen la guerra a Yugurta. El Senado nombró al cónsul Lucio Calpurnio Bestia como jefe de la expedición, pero cuándo este llegó a Numidia, Yugurta se le rindió, aunque le sobornó para que haga un pacto desventajoso para Roma. Tan desventajoso era el pacto, que el Senado decidió realizar una investigación, y llamó a Yugurta a Roma. Este, sobornó a los tribunos para no tener que atestiguar, pero luego, intentó asesinar un enemigo político suyo, por lo que fue expulsado de Roma y la guerra continuaría. En el año 109 a. C., Yugurta venció a un ejército romano en Suthul comandado por el pretor Aulo Postumio Albino y le pidió al Senado que lo reconozca como regidor plenipontenciario de Numidia, pero tal reconocimiento fue denegado.
El cónsul Quinto Metelo fue nombrado nuevo comandante para derrotar a Yugurta. Metelo resultó ser bastante eficaz, ya que privó de suministros a Yugurta, por lo que este debió utilizar la táctica de guerrillas. A pesar de esto, su legado, Cayo Mario quería comandar la guerra contra Yugurta, y se retiró a Roma, para ser nombrado, en 107 a. C., cónsul. Finalizado su consulado, el Senado le otorgó el comando de la guerra contra Yugurta. Cayo Mario continuó utilizando las tácticas de Metelo, pero se encontró con que Yugurta había hecho una alianza con el rey de Mauretania. Sin embargo, Mario logró convencer al rey de Mauretania de que se pasara a su bando y que capturara a Yugurta, mientras que a cambio recibiría parte de Numidia. Así se hizo, y Yugurta fue llevado a Roma para ser ejecutado.

#### Guerra cimbria
Las tribus germanas de los cimbrios, teutones y ambrones, hacia el año 115 a. C. abandonaron sus hogares en Germania, y se encaminaron hacia el sur. En el año 113 a. C., atacaron a una tribu aliada de Roma, por lo que, en 112 a. C., el Senado les declaró la guerra. El cónsul Cneo Papirio Carbón comandó la expedición, y negoció la paz, aunque sólo para atacarlos más tarde. Sin embargo, fue derrotado en Noreya, y los germanos decidieron saquear la provincia romana de la Galia Trasalpina, donde se aliaron con la tribu de los tigurinos, y derrotaron, en 109 a. C. a las fuerzas locales que estaban comandadas por Marco Junio Silano. En 107 a. C., los germanos volvieron a vencer, esta vez a Lucio Casio Longino y a Cneo Papirio Leneas cerca de Burdigala. En el año 105 a. C., los cónsules Cneo Malio Máximo y Quinto Servilio Cepión, marcharon hacia Galia a derrotar a los germanos con un inmenso ejército, pero no se llevaban bien entre sí y se repartieron el ejército en dos. Servilio atacó solo, y derrotado, los germanos se abalanzaron sobre el ejército de Máximo, aniquilándolo en las cercanías de Arausio.

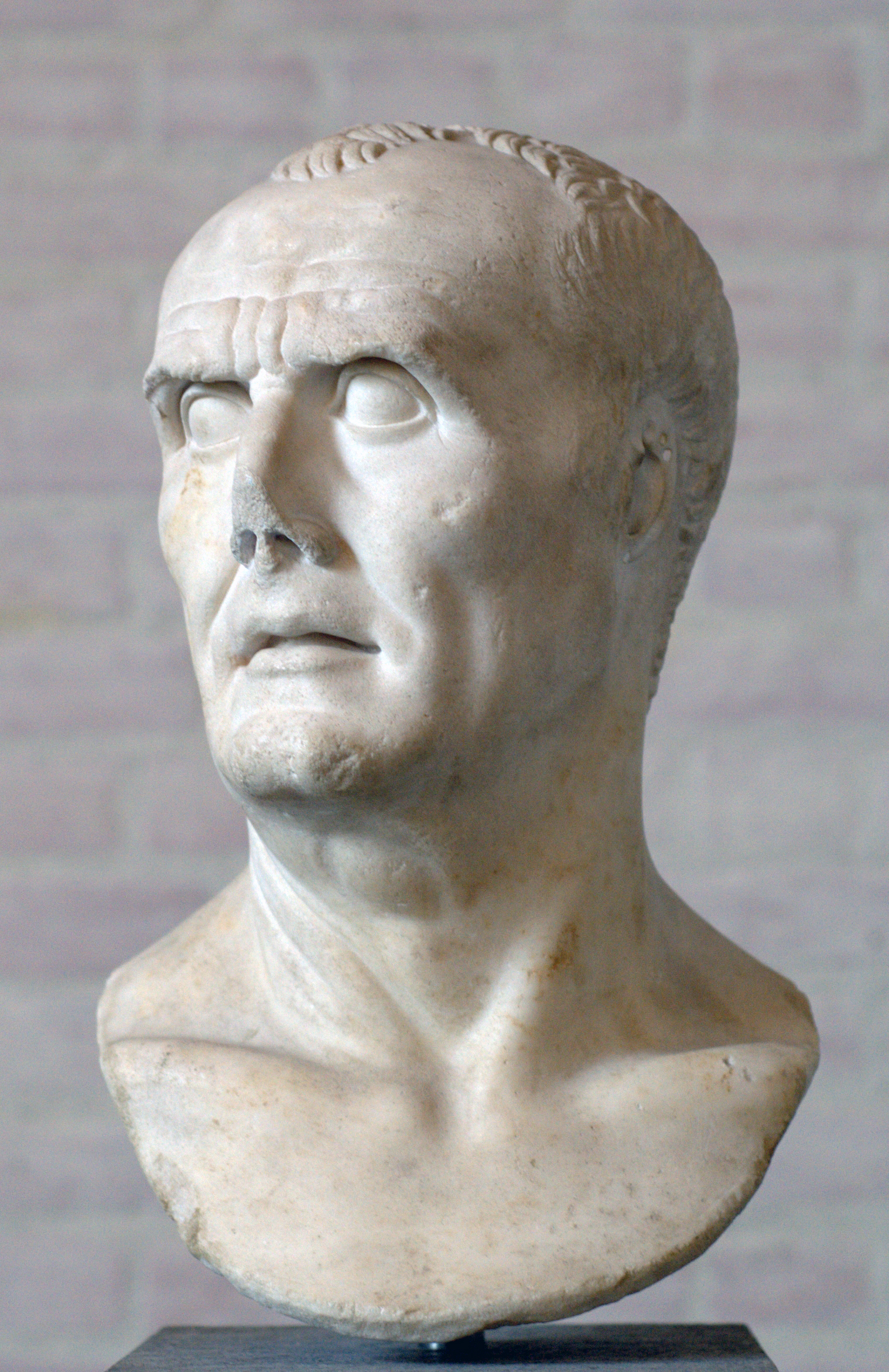
Cayo Mario.

Entonces, el Senado entregó el mando de la guerra a Cayo Mario, quién reorganizó el ejército romano, dividiéndo cada legión en cohortes, y permitiendo que ciudadanos pobres ingresen al ejército, entre otras cosas. Entre tanto, los germanos planeaban invadir Italia por tres flancos. Los teutones y los ambrones lo harían por Galia, los cimbrios por el norte de Italia. Entonces Cayo Mario, envió a Quinto Lutacio Cátulo y a Lucio Cornelio Sila al norte de Italia, mientras que él defendería Galia. Cayo Mario instaló su campamento en Aquae Sextiae, y cuándo los teutones y los ambrones lo atacaron, los encerró derrotándolos. Cátulo y Sila, viendo que los germanos tenían más soldados, se retiraron a la llanura del Po, donde se reunieron con Mario y sus legiones. Fue en Vercelae, donde Mario se encontró cara a cara con los cimbrios. Mario venció a los cimbrios en Vercelae, y los sobrevivientes huyeron a Germania, para nunca regresar. Tras esto, Mario recibió muchos honores, pero Cátulo y Sila reclamaron más mérito del que se les concedió.

### Guerra Social
Tras su victoria sobre los cimbrios, Cayo Mario se retiró de la vida pública, y hubo en Roma unos años de paz relativa. Sin embargo, en 91 a. C. fue elegido tribuno de la plebe Marco Livio Druso el cual devolvió los derechos electorales que les habían sido quitados unos años antes a los socii itálicos. Sin embargo, el Senado, derogó esta ley, lo que enfureció a los aliados itálicos. Los aliados planearon asesinar al cónsul Lucio Marcio Filipo, pero Druso le advirtió, aunque luego Filipo le asesinó. Entonces, la mayor parte de los aliados itálicos se sublevaron independizándose de Roma con un Senado propio y con capital en Corfinio. En el año 90 a. C., para que no se les unieran a los sublevados más aliados, el Senado romano confirió a los socii itálicos leales o que hubieran depuesto las armas la ciudadanía romana mientras, en el año 89 a. C., la plena ciudadanía romana fue otorgada a todos los itálicos, incluso sublevados, mediante la Lex Plautia Papiria.
Sin embargo, la guerra no terminó del todo y, ese mismo año, fueron derrotados varios generales romanos pero, Cneo Pompeyo Estrabón y Cayo Mario, derrotaron varias veces a los restantes aliados insatisfechos, pero fue Lucio Cornelio Sila quién puso fin definitivamente a la guerra. Esto dio comienzo a la rivalidad política entre Mario y Sila.

### Primera guerra mitridática
En el año 90 a. C., Mitrídates, el rey del Ponto conquistó tanto el Reino de Capadocia como el de Bitinia, aliado de Roma, por lo que el gobernador de la provincia romana de Asia, Manio Aquilio pidió a Mitrídates que se retire de Bitinia y este, temeroso de ser atacado por Roma, aceptó. Su siguiente petición fue que Mitrídates lo ayude enviando unos soldados a Asia, pero fue rechazada, al mismo tiempo que el rey de Bitinia, Nicomedes, respondía el ataque de Mitrídates atacándolo e invadiendo el Ponto, pero el general pontiano Arquelao lo derrotó en el río Amnias, y a los refuerzos romanos, al mando del gobernador Anquilio en el Monte Scorobas. Finalmente, Bitinia y la provincia romana de Asia fueron anexadas al reino del Ponto, al que se le aliaron varias ciudades griegas. Tras esto, Mitrídates ordenó asesinar a todos los romanos de Asia, siendo ejecutadas más de ochenta mil personas en las llamadas vísperas asiáticas.
En el año 88 a. C., el Senado decidió enviar a algún general a defender Asia de Mitrídates, y el principal candidato era Lucio Cornelio Sila, al menos para los senadores, porque el pueblo quería a Cayo Mario. Entonces, Sila, marchó con sus legiones sobre Roma haciéndose con el mando de la campaña de Asia y enviando al exilio a Mario y a sus seguidores. Al año siguiente, llegó a Grecia y se encontró con que las ciudades griegas que antes eran de Mitrídates, se pasaron a su causa a excepción de Atenas, la cual fue derrotada enseguida y cuando el general póntico Arquelao desembarcó en Grecia se encontró con que había perdido a sus aliados y fue derrotado en Queronea. Simultáneamente, el legado romano Lucio Licinio Lúculo derrotó a la flota póntica en la isla de Tenedos. En el año 85 a. C., Arquelao volvió a invadir Grecia, pero fue derrotado en Orcómeno, mientras que el legado romano Cayo Flavio Fimbria desembarcaba en Asia, derrotando a Mitrídates en el río Ríndico. Finalmente, ese mismo año, se firmó el tratado de Dárdanos, por el cual finalizaba la guerra y Roma recuperaba la provincia de Asia, mientras que Bitinia quedaba independiente.

### Primera guerra civil

#### Guerras en Italia
Tras la toma de Roma por Lucio Cornelio Sila, y el golpe de Estado de Cayo Mario y Lucio Cornelio Cinna, la guerra civil era inminente. Mario murió en 86 a. C. de causas naturales, mientras que, ante el inminente retorno de Sila, se desató un motín entre las tropas populares y asesinaron a Cinna. El Senado intentó negociar con Sila, pero este se negó, por lo que el hijo de Mario, Cayo Mario, reclutó un ejército de populares. Sila y los optimates desembarcaron en Brindisi en 83 a. C. y venció a las fuerzas locales de Cayo Norbano Balbo en la batalla de Tifata. Luego, comenzó su marcha hacia Roma; venció a Cayo Mario en la batalla de Sacriporto, y a la última resistencia popular, junto a los muros de la propia Roma, en la batalla de la Puerta Collina.

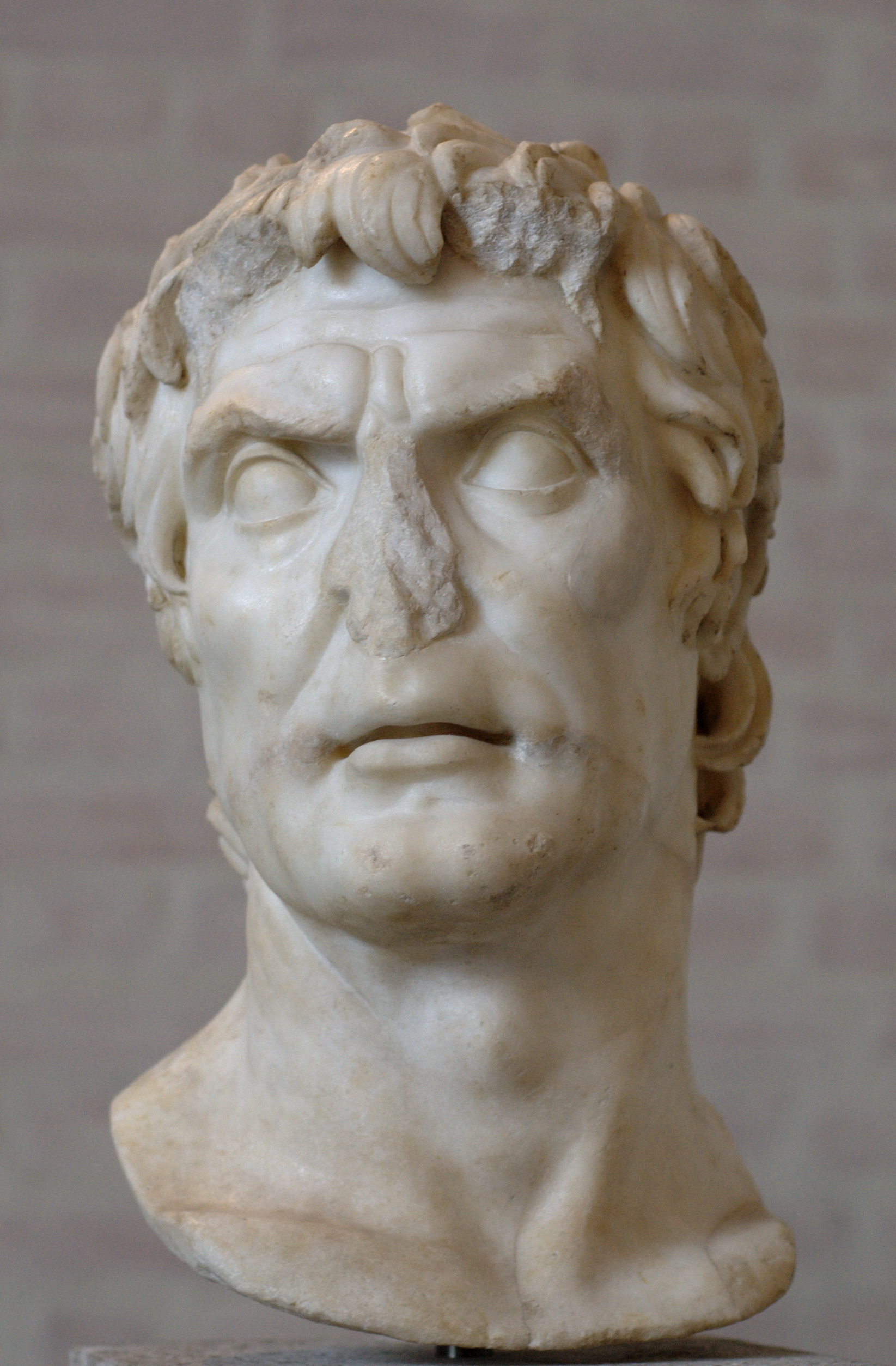
Lucio Cornelio Sila.

Al entrar en Roma, Sila capturó a doce mil populares, que fueron recluidos en el Campo Marcio. Tres mil de ellos fueron ejecutados el 2 de noviembre, a pesar de que imploraron en vano piedad. Sus terribles gritos y lamentos llegaron a los oídos de toda la aterrorizada ciudad, y del Senado reunido. Sila se sonrió ante los gestos de terror de los senadores.

No hay de qué preocuparse, sólo se están cumpliendo mis órdenes.
La respuesta de Sila ante el horror del Senado.

| «Sila estaba entregado a la matanza y llenaba la ciudad de crímenes que no tenían número ni fin, muchos encontraban la muerte por odios personales, sin que tuvieran nada que ver con la política, pero este lo permitía, para poder congraciarse con sus partidarios [...] Publicó una lista de ochenta proscriptos, sin consultar a ningún magistrado, mientras, que, ante la indignación de todos, al día siguiente proscribió a doscientos veinte, y al tercer día, a un número no menor [...] Las proscripciones no tuvieron lugar solo en la ciudad de Roma, sino en toda la Italia. No había templo que, por más de estar dedicado a un dios, no estuviera libre de crímenes, ni una casa de huéspedes ni una simple morada que los hombres no sean pasados a cuchillo en vista de sus esposas y los hijos en presencia de sus madres». — Mestrio Plutarco sobre la dictadura de Sila. |

Pero fuera de la Urbe los silanos tuvieron que someter aún, en los siguientes meses, algunas ciudades de Italia como Praeneste (donde el hijo de Mario se había refugiado) o Volterra (en Etruria, que se defendió con éxito hasta el 79). Tras la toma de la primera, cinco mil prenestinos, a quienes Publio Cetego había dado esperanzas de salvación, fueron llevados fuera de los muros de su ciudad, y aunque habían arrojado las armas y se habían postrado a los pies de Sila, este ordenó inmediatamente que fuesen ejecutados y sus cadáveres esparcidos por los campos.

#### Guerras en Hispania
En el año 83 a. C. Quinto Sertorio, partidario de los populares y antiguo colega de Cayo Mario, fue nombrado propretor de la Hispania Citerior y rápidamente logró una gran popularidad a través de ciertas reformas sociales que conseguirían mejorar la vida de los hispanos. Cuando en Roma, apareció Sila con su cruel dictadura, él se proclamó defensor del partido popular, usando Hispania como base desde donde luchar contra los opresores. Esta actitud le convertiría en objetivo número uno a eliminar por los optimates, quienes empezaron por proscribirlo en la República, lo cual sería la causa de un largo periodo de luchas en Hispania entre los partidarios de Sila y Sertorio, lo que provocó el fuerte aumento de tropas romanas en la península. Durante este conflicto los responsables de las legiones enviadas por Roma realizarían diversas emisiones militares, pero no así Sertorio.
Este permaneció fuera de Hispania hasta el año 80 a. C., pero poco después se convertiría en director de las incursiones de los lusitanos contra Roma y así logró apoderarse de un amplio territorio peninsular. Ante esta respuesta de Sertorio, Sila decidió nombrar a Quinto Cecilio Metelo procónsul de la Hispania Ulterior, a donde llegó con ocho legiones en torno al año 79 a. C. Al principio Metelo consiguió algunas victorias pero pronto Sertorio, mejor conocedor de esas agrestes tierras y habiendo aprendido de los pueblos celtíberos y lusitanos la táctica de la guerrilla, impuso su autoridad y consiguió dominar la mayor parte del territorio estableciendo la capital de la nueva provincia en Osca. Después de tanto batallar contra el hábil y escurridizo Sertorio, las legiones de Metelo merecían un descanso y el Senado se lo concedió retirando a Metelo y poniendo en su lugar al joven general Pompeyo. Siguieron años de intenso conflicto hasta que las tropas consulares adquirieron ventaja sobre las de Sertorio, el cual fue asesinado en Osca el año 72 a. C.

## Años de transición

### Segunda guerra mitridática
En Asia, el general Lucio Licinio Murena que se había quedado en Asia al mando de dos legiones que durante la guerra habían formado parte del contingente dirigido por Cayo Flavio Fimbria acusó a Mitrídates de estar rearmando sus ejércitos e invadió el Ponto. Cuando fue derrotado por Mitrídates, Murena decidió que lo más sabio era obedecer las órdenes de Sila y dejar al rey y su reino en paz.

### Guerra de Espartaco
Entre 73 y 71 a. C., una banda de esclavos huidos —originalmente un pequeño cuadro de unos 70 gladiadores fugados que creció hasta ser una banda de 120 000 hombres, mujeres y niños— deambuló por toda Italia asaltándola con relativa impunidad bajo el mando de varios líderes, incluyendo el famoso gladiador-general Espartaco. Los adultos capacitados de esta banda constituyeron una fuerza armada sorprendentemente efectiva que demostró repetidas veces su capacidad para resistir al ejército romano, desde las patrullas locales de Campania a las milicias romanas y las cualificadas legiones bajo mando consular. Plutarco describió las acciones de los esclavos como un intento de estos de escapar de sus amos y huir a través de la Galia Cisalpina, mientras que Apiano y Floro retratan la revuelta como una guerra civil en la que los esclavos hicieron campaña para capturar la misma ciudad de Roma.
La creciente alarma en el Senado romano sobre los continuos éxitos militares de esta banda y sobre sus estragos contra las ciudades y los campos romanos llevó finalmente a que Roma reuniera un ejército de ocho legiones bajo el liderazgo, severo pero efectivo, de Marco Licinio Craso. La guerra terminó en 71 a. C. cuando, tras una larga y amarga retirada ante las legiones de Craso y la comprensión de que las legiones de Cneo Pompeyo Magno y Varrón Lúculo estaban avanzando para encerrarlos, los ejércitos de Espartaco se lanzaron con toda su fuerza contra las legiones de Craso y fueron completamente aniquilados.
Aunque la guerra de Espartaco es notable por derecho propio, la tercera guerra servil fue significativa en la historia de la Antigua Roma por su efecto sobre las carreras de Pompeyo y Craso. Los dos generales utilizaron sus éxitos contra la revuelta para promocionar sus carreras políticas, aprovechándose del favor del pueblo y de la amenaza implícita de sus legiones para influir en su favor en las elecciones consulares de 70 a. C. Sus acciones como cónsules promovieron en gran medida la subversión de las instituciones políticas romanas.

### Guerra contra los piratas
Tras su consulado (70 a. C.), el general Cneo Pompeyo Magno pasó los dos años siguientes en Roma (69 a. C.-67 a. C.) viendo como la aumentaba el malestar entre la plebe debido al encarecimiento de los precios de los alimentos. Esta subida de precios estaba debido al aumento de la actividad de los piratas del Mediterráneo.
Desde la campaña de Marco Antonio Orator, el Senado no había vuelto a ocuparse de sus costas, lo que había proporcionado a los piratas tiempo para recuperarse e intensificar gradualmente sus actividades. Casi todos los piratas procedían de la región de Cilicia, sin embargo la pasividad del Senado era tal que los piratas habían llegado hasta la desembocadura del Tíber sin que les saliera al paso ninguna escuadra romana.
En el año 67 a. C. el tribuno de la plebe Aulo Gabinio legislaría para Pompeyo el mando de una guerra contra estos piratas. La ley que pasaría a llamarse Lex Gabinia otorgaba a Pompeyo el mando de 200 naves y la autorización para aumentar libremente su ejército, cosa muy poco habitual en un encargo del Senado.
Pompeyo expulsó a los piratas de Italia y Sicilia en cuestión de seis semanas, dirigiéndose tras un descanso a Grecia donde los destrozó en cincuenta días. Tras sus rápidas victorias, Pompeyo arriconó a los piratas en Cilicia. En las cercanías de su capital, llamada Coracesio, se libró la batalla clave.
Tras arrinconar a los piratas en Cilicia, Pompeyo se dirigió a su capital, llamada Coracesio. Según Plutarco, los piratas habrían reunido unos 1000 barcos (ciertamente una exageración del historiador) frente a los 200 de Pompeyo. Durante la batalla los piratas fueron totalmente derrotados y obligados a desembarcar en una playa cercana desde donde huyeron y se refugiaron en su capital, Coracesio, a la que Pompeyo puso bajo sitio.
Tras un intenso sitio, los piratas se rindieron y entregaron su capital. Pompeyo había salido completamente victorioso y poco después se embarcaría hacia Asia donde se enfrentaría a Mitrídates VI Rey del Ponto. En cuanto a los piratas, Pompeyo dispersó a la mayoría por todas las ciudades de Asia.

### Tercera guerra mitridática

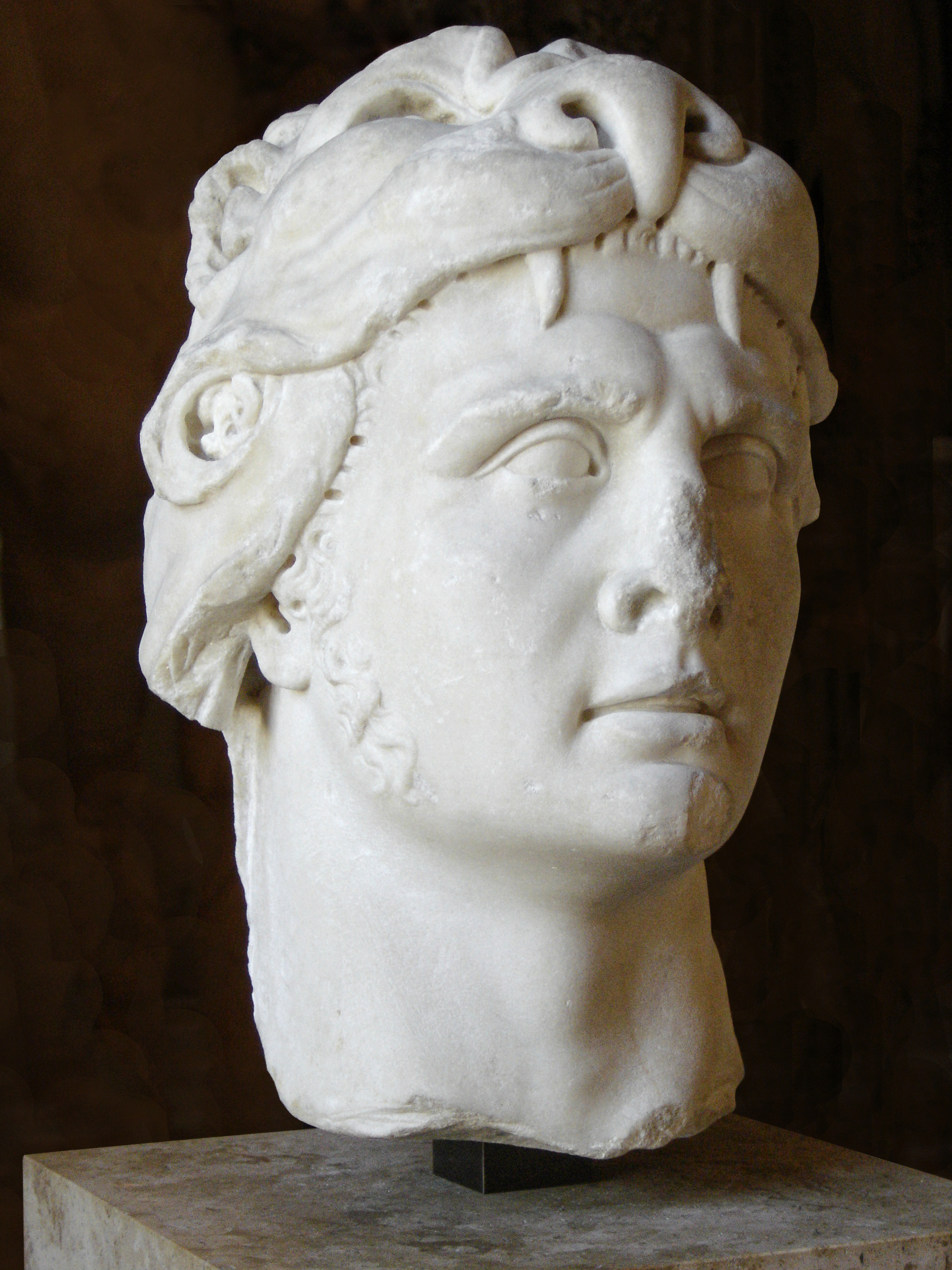
Busto de Mitrídates VI

Mitrídades se recuperó de la guerra apoyándose en su yerno, el rey de Armenia Tigranes III. En el 75 a. C. murió el rey de Bitinia Nicomedes y Roma buscó anexionarse el territorio, declarando bastardo a su heredero. Mitrídates respondió apoyando su derecho al trono e invadió Bitinia y Capadocia. Al lanzar un ataque al mismo tiempo que se producía la revuelta de Sertorio y esta se extendía por Hispania, Mitrídates no encontró inicialmente ninguna resistencia. El Senado finalmente reaccionó enviando al cónsul Lucio Licinio Lúculo a hacer frente a la amenaza del ejército del Ponto. El otro general de que disponía Roma, Pompeyo, se encontraba en la Galia, marchando hacia Hispania para ayudar a aplastar la rebelión dirigida por el general Sertorio.
Lúculo, estratega y un táctico de extraordinario talento, logró imponerse a los ejércitos pónticos a pesar de su inferioridad, y logró derrotarlos en el campo de batalla y rendirlos por hambre. Mitrídates fue expulsado de territorio romano y tuvo que buscar la ayuda de su aliado Tigranes II de Armenia para defender su reino. Entre ambos reclutaron unos enormes contingentes, pero contaban con pocos profesionales capacitados. Lúculo llevó a cabo una monumental labor de saneamiento económico de la Provincia de Asia, sumida una grave crisis financiera provocada por la brutal explotación a la que la sometían los publicanos que tenían arrendada la recaudación de impuestos. Ello le valió la hostilidad de los equites y de numerosos senadores que sacaban pingües beneficios con las depredaciones de los publicanos. Entonces penetró profundamente en el reino de Tigranes, derrotándolo en la batalla de Tigranocerta (69 a. C.) y tomando su capital, la ciudad de Tigranocerta, con un inmenso botín. Se decía que Tigranes se había burlado de Lúculo porque sus hombres «eran demasiado escasos como para formar un ejército, pero demasiados para una embajada», poco antes de que los romanos aniquilaran sus huestes.
Lúculo persiguió entonces a Mitrídates hasta lo más profundo de las montañas de Armenia derrotándolo de nuevo en la batalla de Artaxata (68 a. C.). Parecía que la guerra estaba ganada, pero intervino entonces un factor inesperado. Aunque era un gran general, Lúculo era un aristócrata incapaz de ganarse el afecto de sus soldados. para colmo, sus legiones eran las llamadas fimbrianas, antaño reclutadas por Lucio Cornelio Cinna para combatir a Sila y especialmente levantiscas. Lúculo las sometió a una dura disciplina, lo que unido a su condición de aristócrata y amigo personal de Sila le hicieron tremendamente impopular. Así, sus tropas se rebelaron, dirigidas por su cuñado Publio Clodio Pulcro, lo cual permitió a Mitrídates y a Tigranes reponerse de la catástrofe y volver a sus respectivos reinos.
Además de entre sus soldados, Lúculo tenía pocos amigos en Roma. En 69 a. C. cesó en el gobierno de Asia, y un año después también se quedó sin Cilicia. A punto de conseguir una victoria total, se le restringió el envío de tropas y recursos, mientras continuaban los motines de sus propios soldados. Al tiempo que la presión de Lúculo iba debilitándose, aumentaban los contraataques del enemigo. En el año 67 a. C., Mitrídates derrotó al legado Triario, causándole 7000 muertos. Al término del año 67 a. C., tanto Mitrídates como Tigranes habían recuperado buena parte de sus respectivos reinos, en tanto que Lúculo apenas tenía una fracción de sus anteriores fuerzas. En 66 a. C. Pompeyo tomó el mando de una guerra ya ganada, en tanto que Lúculo fue abandonado por sus últimos hombres.
El ejército de Mitrídates ya no existía más allá de su nombre, mientras sus aliados armenios estaban completamente desorganizados. Finalmente, Pompeyo conquistó la capital de Armenia y Mitrídates huyó al Caucaso con la esperanza de reorganizar un ejército nuevo y seguir la guerra contra Roma, pero pasados dos años asumió su completa derrota y se suicidó, poniendo fin de ese modo a la tercera y última de las guerras mitridáticas.

### Conjuración de Catilina

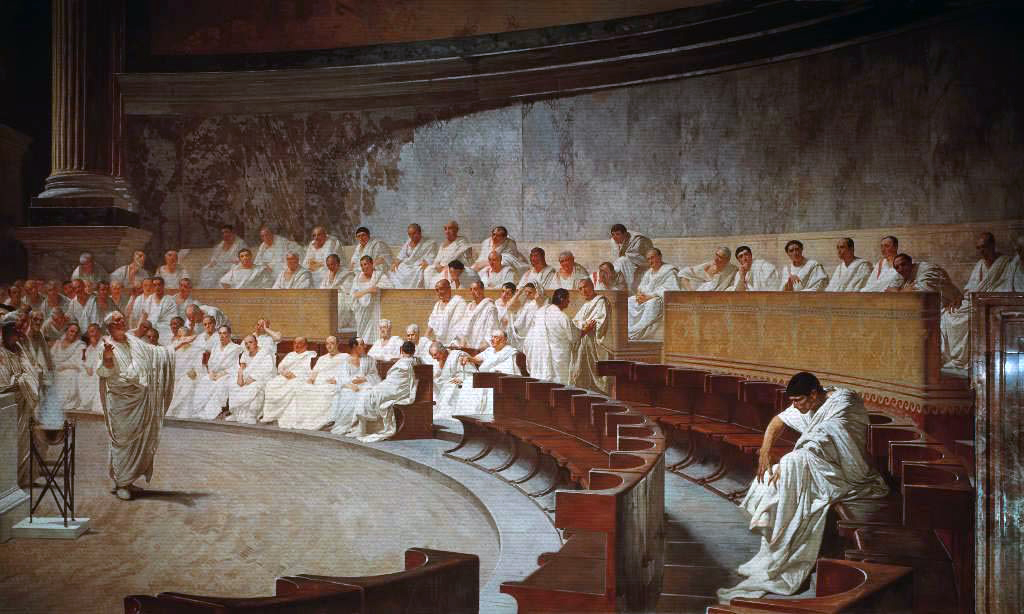
Cicerón ataca en el Senado al conspirador Catilina (fresco del de Cesare Maccari).

Un tal Lucio Sergio Catilina se presentó varias veces al consulado, y no fue elegido, por lo que comenzó a aliarse a políticos descontentos con la actitud del Senado, y a reclutar tropas, planeando una revolución. Envió a Cayo Manlio, un antiguo centurión del ejército, para liderar la conspiración en Etruria, mientras que otros amigos suyos fueron a otras ciudades italianas. Catilina planeaba asesinar al cónsul Marco Tulio Cicerón el 7 de noviembre de 63 a. C. para tomar el ejército de Etruria y marchar sobre Roma. Sin embargo, Cicerón, se enteró de esto, y denunció a Catilina pronunciándo sus famosas Catilinarias, y escapando así de una muerte segura. Ese mismo día, el 22 de octubre, Catilina huyó de Roma, y cuándo llegó a Etruria, se reunió con su ejército. Un amigo de Catilina, Publio Cornelio Léntulo, también involucrado en la conspiración, aprovechó que en Roma se encontraban emisarios de los alóbroges para intentar atraerlos a su causa, pero fracasó, y los alóbroges le dijeron al cónsul Cicerón lo planeado por los conjurados. El 5 de diciembre, los líderes del partido optimate Marco Porcio Catón y Quinto Lutacio Cátulo condenaron a los conjurados a muerte, sin permitirles siquiera defenderse. Ese día fueron ejecutados cinco conjurados, mientras que Catilina fue vencido unos días más tarde en la batalla de Pistoria por el colega consular de Cicerón, Cayo Antonio Híbrida. Tras la derrota de los conjurados Cicerón y Catón acusarían falsamente a sus opositores de estar involucrados en la conjura.

## Primer Triunvirato
César, destacó notablemente en su gestión en Hispania, convirtiendo su mandato de gobernador en un gran éxito. Lideró una pequeña y rápida guerra en el norte de Lusitania que le bastó para pagar sus deudas y ganarse un buen crédito como líder militar. Por todo ello el Senado le concedió una ovación, honor importante pero un grado menor que el triunfo. Esta situación ideal chocaba con la angustiada situación de Pompeyo. César abandonó su provincia antes incluso de la llegada de su sustituto, marchó a Roma con celeridad, y llegó al Campo de Marte teniéndose que detener, por ostentar todavía el imperium, hasta haber celebrado la ovación. Se instaló en la Villa Pública ante la imposibilidad de entrar en Roma y se apresuró en presentar su candidatura al consulado por persona interpuesta. Tras demorarse un día, parecía que el Senado no tendría problemas en concederla.
Catón, reacio a que un político popular radical obtuviese el consulado, y sabiendo que se debía votar antes de la puesta del Sol, siguió hablando hasta bien entrada la noche. César decidió prescindir de los laureles de su triunfo militar y presentarse personalmente como candidato. Tras no haber podido neutralizar la entrada de César en las elecciones, Catón se movió rápidamente para encontrar un candidato que equilibrase la balanza, siendo este candidato afín a las ideas conservadoras, con el fin de contrarrestar las medidas que César pudiese tomar. Pompeyo mientras tanto había empezado a repartir dinero entre su clientela y votantes, gastando cuanto fuese necesario para comprar los dos consulados. Mientras, Catón eligió como candidato a su yerno Marco Calpurnio Bibulo, quien para los optimates interpretaba el papel de salvador de la República. Tan grave le debió de parecer a Catón la situación, que miró para otro lado cuando Bíbulo compitió directamente con los agentes de Pompeyo repartiendo sobornos. En las elecciones del año 59 a. C. César fue primero con diferencia y Bíbulo arañó el segundo puesto.
Todo parecía transcurrir con naturalidad para los conservadores. Catón, tras bloquear políticamente a Pompeyo, y ante la perspectiva para él inaceptable de permitir que un hombre como César, según su visión tan sediento de gloria y con dotes militares, fuese gobernador de una provincia, inició maniobras para evitarlo. Planteó al Senado que una vez acabado el mandato de los cónsules, y estando Italia plagada de forajidos y bandidos tan sólo diez años después de la rebelión de Espartaco, encargar a los cónsules que acabaran con ellos en una misión de un año de duración. El Senado acogió favorablemente la idea, que se convirtió en ley. La voluntad de Catón se cumplió perfectamente y parecía que César terminaría su consulado como policía de entre aldeanos y pastores italianos.
Esta decisión no obstante fue arriesgada, pero al tomarla Catón se aseguraba de que si César no la aceptaba tendría que recurrir a la fuerza para revocarla y sería declarado un criminal, un segundo Catilina. La estrategia de Catón consinstió siempre en identificarse con la tradición y arrinconar a sus enemigos contra ella hasta obligarles a tomar el papel de revolucionarios. En el senado los aliados de los conservadores liderados por Catón mantenían una mayoría sólida, contando con Craso y su poderoso bloque, pues todo el mundo esperaba que Craso se opusiese a cualquier medida de Pompeyo.
En la primera reunión del Senado durante el consulado de César, este trato de ofrecer un generoso acuerdo para recompensar a los veteranos de Pompeyo. Catón no se dejó seducir y empezó a utilizar su táctica favorita. Habló y habló hasta que César le impidió seguir indicándoles con un gesto de la cabeza a sus lictores que se lo llevaran, al verlo, los senadores comenzaron a abandonar sus puestos. César les exigió saber por qué se marchaban.

Porque prefiero estar en la cárcel con Catón, que en el senado contigo.
contestó uno de ellos

César se vio obligado a rectificar. Pero su retirada fue puramente estratégica: llevó la campaña de su ley agraria directamente ante los Comicios. Roma empezó a llenarse de veteranos, lo que alarmó a los conservadores. César podía hacer aprobar la propuesta por el pueblo con fuerza de ley, pero ir contra la voluntad del Senado era una táctica poco ortodoxa, que arruinaría su crédito entre sus colegas y su carrera habría terminado. La estrategia de César se desveló en la recta final de la votación: no sorprendió a nadie que la primera persona en hablar en favor de sus veteranos fuese Pompeyo; pero la identidad de la segunda persona que apoyó la moción fue toda una bomba: Marco Licinio Craso. Catón, desbordado, vio como caían todas sus esperanzas. Juntos los tres hombres, podrían repartirse la República como gustasen. Los historiadores designan esta unión como el primer triunvirato, o el gobierno de los tres hombres. Para confirmar la alianza, Pompeyo se casó con Julia, la única hija de César, y a pesar de la diferencia de edades y ambiente social, el matrimonio fue un éxito.
Marco Bíbulo y Catón iniciaron una estrategia en la retaguardia, Bíbulo optó por retirarse de toda la vida política, aunque sin renunciar a su magistratura, con el pretexto de dedicarse a la observación de los cielos en busca de presagios. Esta decisión, aparentemente de espíritu religioso, estaba destinada a impedir a César aprobar leyes durante su consulado, pero este ignoraba sistemáticamente los augurios que publicaba diariamente Bíbulo, y se apoyó para la toma de decisiones en los tribunos de la plebe. Como es sabido, los romanos denominaban a sus años por el nombre de los dos cónsules que regían dicho período. El año 59, tras la nula participación de Bíbulo, fue llamado por los propios romanos (con sentido del humor) el "año de Julio y César".
El consulado de César fue un auténtico terremoto político: creó las bases para las grandes reformas políticas, económicas y sociales que Roma exigía exhausta, creando un cuerpo de leyes que sería la base del Derecho Romano y legislando una reforma agraria para dar tierras públicas a las familias más pobres, cosa que le granjeó el odio de los Optimates entre ellos Catón el Joven. y Marco Bíbulo, su colega consular.

### Guerra de las Galias
Así, tras el fin de su consulado, César recibió poderes proconsulares y el gobierno de la Galia Cisalpina y de Iliria, provincias poco pobladas y pobres. En su primer año de mandato tuvo que hacer frente a una enorme invasión de helvecios y a varias invasiones de germanos que pretendían ocupar Italia. En una rápida campaña exterminó a los helvecios y derrotó a los germanos.
César estimó que organizar la provincia y prepararse para la defensa era insuficiente, y con la intención o excusa de terminar con las invasiones del norte, inició la conquista de las Galias. César logró innumerables victorias, con las que toda Roma se maravillaba. Dos veces cruzaron las legiones romanas el Rin para castigar a los germanos por sus incursiones y otras dos veces cruzaron el Canal de la Mancha, haciendo incursiones en Britania. Estos logros maravillaron a la plebe, y Roma se vio inundada de tesoros y esclavos capturados en los saqueos y las guerras del norte. Como contribución a la literatura universal, César redactó un registro de sus campañas en la Galia, los célebres Comentarios de las Guerras de las Galias, instrumento también de propaganda política para dar a conocer al pueblo sus conquistas en esas tierras.

Vercingétorix rindiéndose a César en Alesia, Guerra de las Galias por Lionel-Noel Royer

| «En cuanto a las campañas que llevó a cabo durante sus nueve años de mandato, fueron a grandes rasgos la reducción a la categoría de provincia a toda la Galia, cuyo perímetro es de unos tres millones trescientos mil pasos y comprende el área entre los Pirineos, los Alpes, los Cevenas y los ríos Rin y Ródano, a excepción de los pueblos amigos o aliados, imponiéndola a un tributo de cuarenta millones de sestercios anuales. Fue el primer romano que atacó, tras cruzar el Rin construyendo un puente, a los germanos, que habitan al otro lado del río, infligiéndoles grandes derrotas; también atacó a los britanos, que antes nos eran desconocidos, y tras derrotarlos, les exigió dinero y rehenes; no teniendo en tantos éxitos más de tres inconvenientes, el primero, cuando una tormenta destruyó en Britania gran parte de su flota, el segundo, al perder muchos hombres junto a Gergovia, y el último, cerca de la Germania, cuando perecieron en una emboscada sus legados Titurio y Aurunculeyo». — Cayo Suetonio Tranquilo sobre la guerra de las Galias. |

### Ruptura del Triunvirato
Algunos senadores observaron con temor cómo César ganaba popularidad entre la plebe, a la par que amasaba una gran riqueza personal. Los optimates criticaban sus leyes para dotar de la ciudadanía romana a ciertas ciudades de la Galia Cisalpina, y a sus soldados. Críticos con su actuación, y encabezados por Catón el Joven, hombre fuerte de los optimates y viejo enemigo de César, menospreciaron sus logros y lo acusaron de cometer crímenes contra la República, como la continuación de la guerra y un ilegal reclutamiento de levas.
Con el ascenso del triunvirato para garantizar sus intereses y su poder, César mantuvo tranquilamente su mando sobre la Galia. Sin embargo, esta alianza política se desintegró tras la muerte de Craso en Carras durante la guerra contra Partia, y de la mujer de Pompeyo, a su vez hija de César, cuyo matrimonio había servido como alianza entre ambos personajes. Por otra parte, los logros de César en la Galia a largo plazo ponían en peligro la fama y la influencia de Pompeyo en Roma.

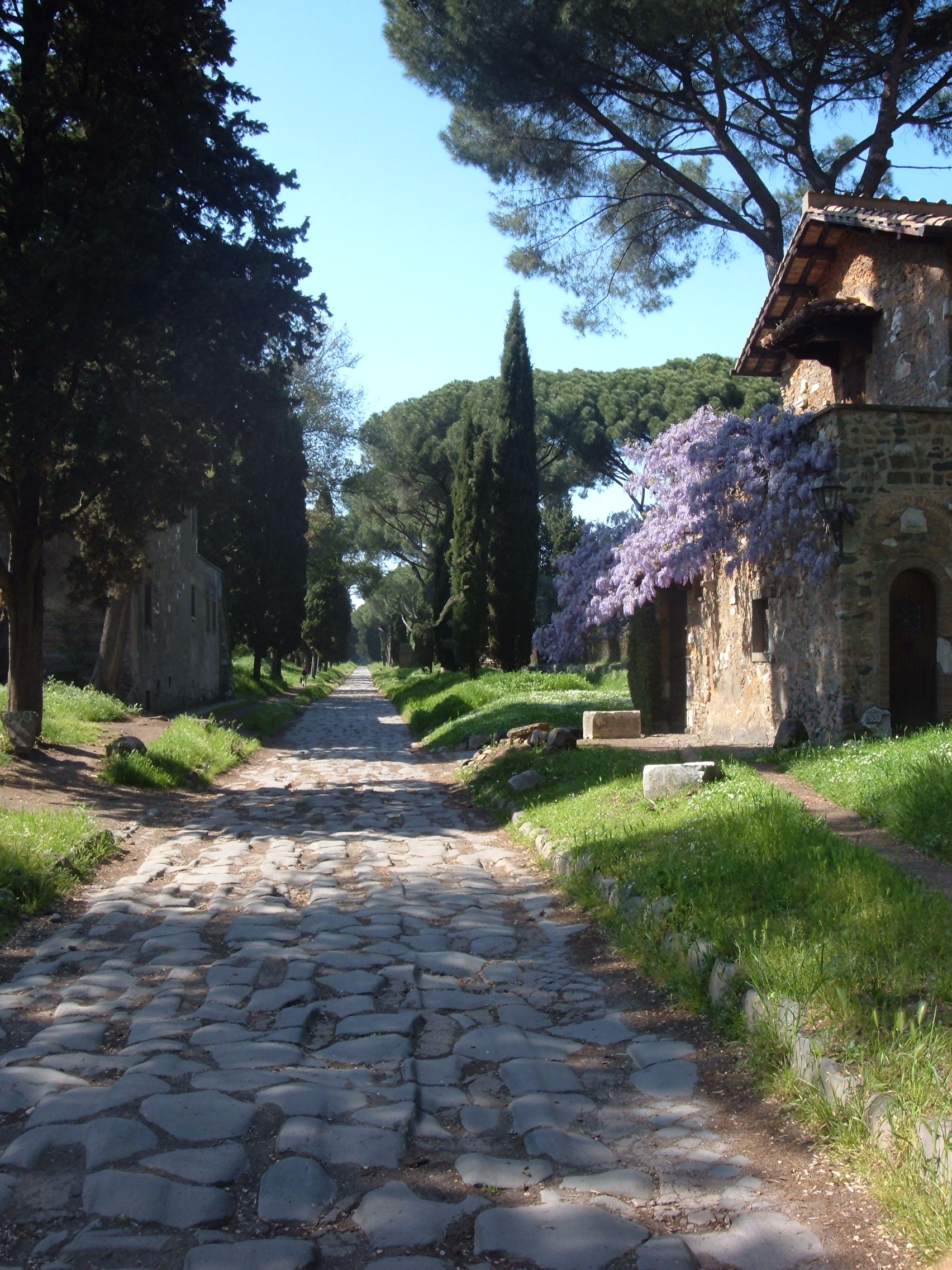
La Vía Apia a 15 km de Roma, el lugar donde Clodio y Milón se encontraron cara a cara, produciéndose una reyerta entre bandas, terminando con la muerte de Clodio

Durante el consulado de Lucio Domicio Enobarbo y Apio Claudio Pulcro en el 53 a. C., ambos cónsules fueron acusados de corrupción, tras intentar amañar las siguientes elecciones consulares, y los cuatro candidatos que se presentaron fueron procesados. Las elecciones consulares se pospusieron 6 meses. El escándalo político fomentó la agitación callejera llegando a extremos inusuales, creándose un verdadero estado de anarquía. Los clientes de Pompeyo comenzaron a pedir su elección como dictador, con el pretexto de acabar con la anarquía reinante. Estas voces fueron duramente criticadas por los constitucionalistas y Catón al frente, que apoyó a Milón como contrapeso de Pompeyo como cónsul. Clodio, viejo enemigo de Milón, se opuso frontalmente a este y respondió organizando bandas callejeras para impedir su candidatura y hacerse con el poder en Roma. Milón contrarrestó las bandas callejeras de Clodio comprando escuelas enteras de gladiadores, lo que desencadenó un estado de caos y violencia desmesurada, donde las bandas organizadas eran las dueñas de Roma, y en dónde las elecciones consulares se volvieron a posponer. El 18 de enero de 52 a. C. Clodio y Milón se encontraron cara a cara en la Vía Apia y, después de una brutal pelea, Clodio resultó muerto. Los disturbios y crímenes se apoderarían de Roma, hasta el punto de que los enfurecidos seguidores de Clodio establecieron su pira funeraria en el propio edificio senatorial, que sería destruido por el incendio.
Ante esta perspectiva, los constitucionalistas-optimates y Catón apoyaron que Pompeyo fuera nombrado cónsul único durante un año. Pompeyo, con la ayuda de sus legionarios, barrió las bandas organizadas y restableció el orden en Roma, convirtiéndose en el hombre fuerte de la política. Todas las facciones compitieron por su favor mientras conspiraban para destruir a las otras, forzando a Pompeyo a identificarse con su causa. Dentro del juego que era la política romana, los matrimonios creaban nexos, lealtades y oportunidades y Pompeyo, durante su año como Cónsul único, recibió la oferta de César de casarse con su sobrina nieta Octavia, pero Pompeyo la rechazó y se casó con Cornelia, hija de Metelo Escipión.
Tras la victoria de César en Alesia, Celio, como tribuno, lanzó una propuesta de ley adicional: César recibiría el privilegio único de verse libre de no acudir a Roma para presentarse al consulado. Esta medida suponía que los opositores y enemigos de César que pretendían procesarle por los supuestos crímenes de su primer consulado perderían toda posibilidad de juzgarle, puesto que César en ningún momento dejaría de ostentar una magistratura. Mientras fuese procónsul, César tendría inmunidad judicial, pero si se veía obligado a entrar en Roma para presentarse al consulado perdería su cargo y, durante un tiempo, podría ser atacado con toda una batería de demandas de sus enemigos.

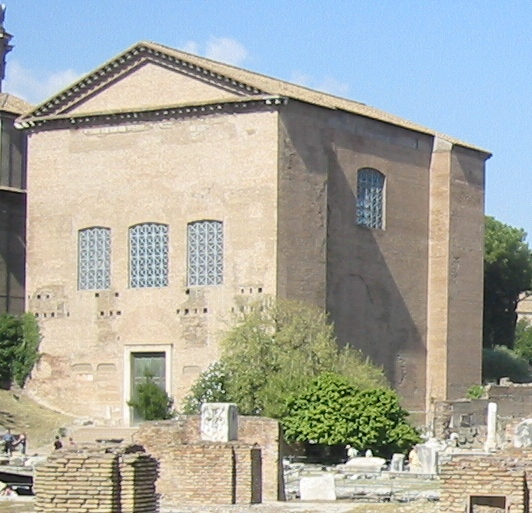
La Curia Julia, lugar de reunión del Senado Romano, mandada edificar por César durante su dictadura, tras la destrucción de la Curia Hostilia, por los seguidores de Clodio.

El poder de César fue visto por muchos senadores como una amenaza. Si César regresaba a Roma como cónsul, no tendría problemas para hacer aprobar leyes que concediesen tierras a sus veteranos, y a él una reserva de tropas que superase o rivalizase con las de Pompeyo. Catón y los enemigos de César se opusieron frontalmente, y el Senado se vio envuelto en largas discusiones sobre el número de legiones que debería de ostentar y sobre quién debería ser el futuro gobernador de la Galia Cisalpina e Iliria.
Pompeyo finalmente se decantó por favorecer a los constitucionalistas y emitió un veredicto claro: César debía de abandonar su mando la primavera siguiente, faltando todavía meses para las elecciones al consulado, tiempo más que suficiente para juzgarle. Sin embargo, en las siguientes elecciones para tribuno de la plebe fue elegido Cayo Escribonio Curión, que se convirtió en un cesariano, vetando todos los intentos de apartar a César de su mando en las Galias. Jurídicamente, todos los intentos consulares de apartar a César de sus tropas se veían anulados por la tribunicia potestas.
Cayo Marcelo, cónsul en el 50 a. C., entregó una espada a Pompeyo ante la mirada de un inmenso número de senadores encargándole ilegalmente marchar contra César y rescatar a la República. Pompeyo se pronunció a favor de esta medida si llegase a ser necesaria.
A finales del mismo año César acampó amenazadoramente en Rávena con la XIII legión. Pompeyo tomó el mando de dos legiones en Capua y empezó a reclutar levas ilegalmente, una vergüenza que como era predecible aprovecharon los cesarianos en su favor. César fue informado de las acciones de Pompeyo personalmente por Curión, que en esos momentos ya había finalizado su mandato. Mientras tanto su puesto de tribuno fue ocupado por Marco Antonio que lo ostentó hasta diciembre.
Metelo Escipión dictó una fecha para la cual César debería haber abandonado el mando de sus legiones o considerarse enemigo de la República. La moción se sometió inmediatamente a votación. Sólo dos senadores se opusieron, Cayo Escribonio Curión y Celio. Marco Antonio, como tribuno, vetó la propuesta para impedir que se convirtiera en ley.
Tras el veto de Marco Antonio a la moción que obligaba a César abandonar su cargo de gobernador de las Galias, Pompeyo notificó no poder garantizar la seguridad de los tribunos. Antonio, Celio y Curión se vieron forzados a abandonar Roma disfrazados como esclavos, acosados por las bandas callejeras.

### Segunda guerra civil
El 7 de enero, el Senado proclamó el estado de emergencia y concedió a Pompeyo poderes excepcionales, trasladando inmediatamente sus tropas a Roma. El 10 de enero de 49 a. C., César recibió la noticia de la concesión de los poderes excepcionales a Pompeyo, e inmediatamente ordenó que un pequeño contingente de tropas cruzara la frontera hacia el sur y tomara la ciudad más cercana. Al anochecer, junto con la Legio XIII Gemina, César avanzó hasta el Rubicón, la frontera natural entre la provincia de la Galia Cisalpina e Italia y, tras un momento de duda, dio a sus legionarios la orden de avanzar. La guerra había comenzado.

Roma, con las conquistas de César y Pompeyo.

Inicialmente, Pompeyo le aseguró a Roma y al Senado que podría derrotar a César en batalla si este marchaba sobre Roma. Sin embargo, en la primavera de 49 a. C., cuando César cruzó el río Rubicón con sus fuerzas invasoras y barrió la península italiana hacia Roma, Pompeyo ordenó la evacuación de Roma. El ejército de César no estaba en su máximo esplendor, pues ciertas unidades permanecían en Galia, pero por otro lado Pompeyo sólo tenía una pequeña fuerza bajo su mando, en la que algunos soldados de lealtad dudosa habían servido al mando de César. Tom Holland atribuye el deseo de Pompeyo de abandonar Roma a las olas de refugiados aterrados que despertaron los miedos ancestrales de las invasiones del norte. Las fuerzas de Pompeyo se retiraron al sur, hacia Brindisi, y luego embarcaron hacia Grecia. César dirigió su atención primero al baluarte de Pompeyo en la península ibérica pero tras la campaña de César en el Sitio de Massilia y la batalla de Ilerda, decidió enfrentarse al propio Pompeyo en Grecia. Pompeyo venció a César en un principio en la batalla de Dirraquio en 48 a. C. pero fue derrotado contundentemente en la batalla de Farsalia en 48 a. C. a pesar de superar a las fuerzas de César en dos a uno. Pompeyo embarcó de nuevo, esta vez a Egipto, donde fue asesinado en un intento de congraciar al país con César y evitar una guerra con Roma.
La muerte de Pompeyo no supuso el fin de las guerras civiles, ya que los enemigos de César eran multitud y los partidarios de Pompeyo siguieron luchando tras su muerte. En 46 a. C., César perdió quizás un tercio de su ejército cuando su anterior comandante, Tito Labieno, que había huido con los pompeyanos varios años antes, le venció en la batalla de Ruspina. Sin embargo, tras estas horas bajas, César regresó para vencer al ejército pompeyano de Metelo Escipión en la batalla de Tapso, tras la cual los pompeyanos se retiraron de nuevo en Hispania. César venció a las fuerzas combinadas de Tuto Labieno y Cneo Pompeyo el Joven en la batalla de Munda, en España. Labieno murió en batalla y Pompeyo el Joven fue capturado y ejecutado.
A pesar de sus éxitos militares, o quizás a consecuencia de ellos, se extendió el miedo a que César, que ahora era la figura principal del estado romano, se convirtiera en un gobernante autocrático y terminara con la República Romana. Este miedo llevó a un grupo de senadores que se hacían llamar Los Liberadores a asesinarle en 44 a. C.

## El Segundo Triunvirato

### Tercera guerra civil
Tras esto hubo una guerra civil entre los leales a César y los que apoyaron las acciones de los Liberadores. El partidario de César, Marco Antonio, reprendió a los asesinos y estalló la guerra entre las dos facciones. Antonio fue denunciado como enemigo del pueblo y se le confió a Octavio el mando para hacerle la guerra. En la batalla de Forum Gallorum, Antonio, sitiando al asesino de César, Marco Junio Bruto, en Módena, venció a las fuerzas del cónsul Pansa, que fue asesinado, pero inmediatamente después Antonio fue derrotado por el ejército de otro cónsul, Ircio. En la Batalla de Módena, Antonio fue derrotado de nuevo en batalla por Ircio, que murió en ella. Aunque Antonio no consiguió capturar Módena, Décimo Bruto fue asesinado poco después.

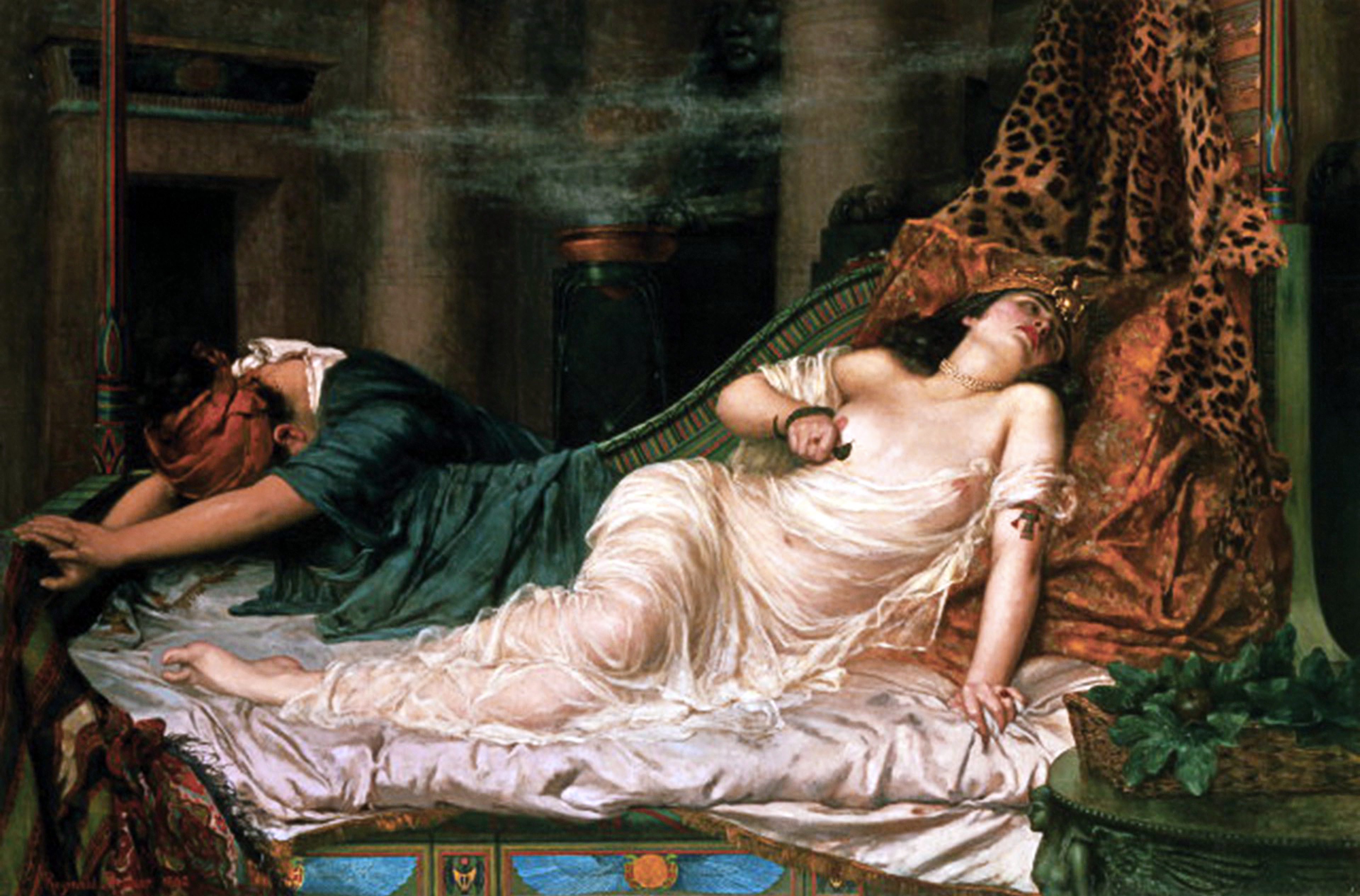
La muerte de Cleopatra, por Reginald Arthur.

Octavio traicionó a su partido y entró en relaciones con los cesáreos Antonio y Lépido, y el 29 de noviembre de 43 a. C. se formó el Segundo Triunvirato, esta vez como figura oficial. En 42 a. C., los triunviros Marco Antonio y Octavio lucharon la poco concluyente Batalla de Filipos contra los asesinos de César Marco Bruto y Casio. Aunque Bruto venció a Octavio, Antonio venció a Casio, que se suicidó. Bruto también se suicidó poco después.

### Cuarta guerra civil
Sin embargo, estalló de nuevo la guerra civil cuando el Segundo Triunvirato de Octavio, Lépido y Marco Antonio fracasó igual que el primero en cuanto hubieron desaparecido sus oponentes. El ambicioso Octavio construyó una base de poder y luego lanzó una campaña contra Marco Antonio. Junto a Lucio Antonio, el hermano de Marco Antonio, Fulvia levantó un ejército en Italia para luchar contra Octavio, pero fue derrotado por Octavio en la batalla de Perugia. Su muerte produjo una reconciliación parcial entre Octavio y Antonio, que prosiguió para aplastar al ejército de Sexto Pompeyo, el último foco de oposición al segundo triunvirato, en la naval batalla de Nauloco.
Al igual que antes, una vez que fue aplastada la oposición al triunvirato, este empezó a resquebrajarse. El triunvirato expiró el último día de 33 a. C., no fue renovado por ley y en 31 a. C. volvió a estallar la guerra. En la batalla de Actium, Octavio venció decisivamente a Antonio y Cleopatra en un combate naval cerca de Grecia, utilizando el fuego para destruir la flota enemiga.

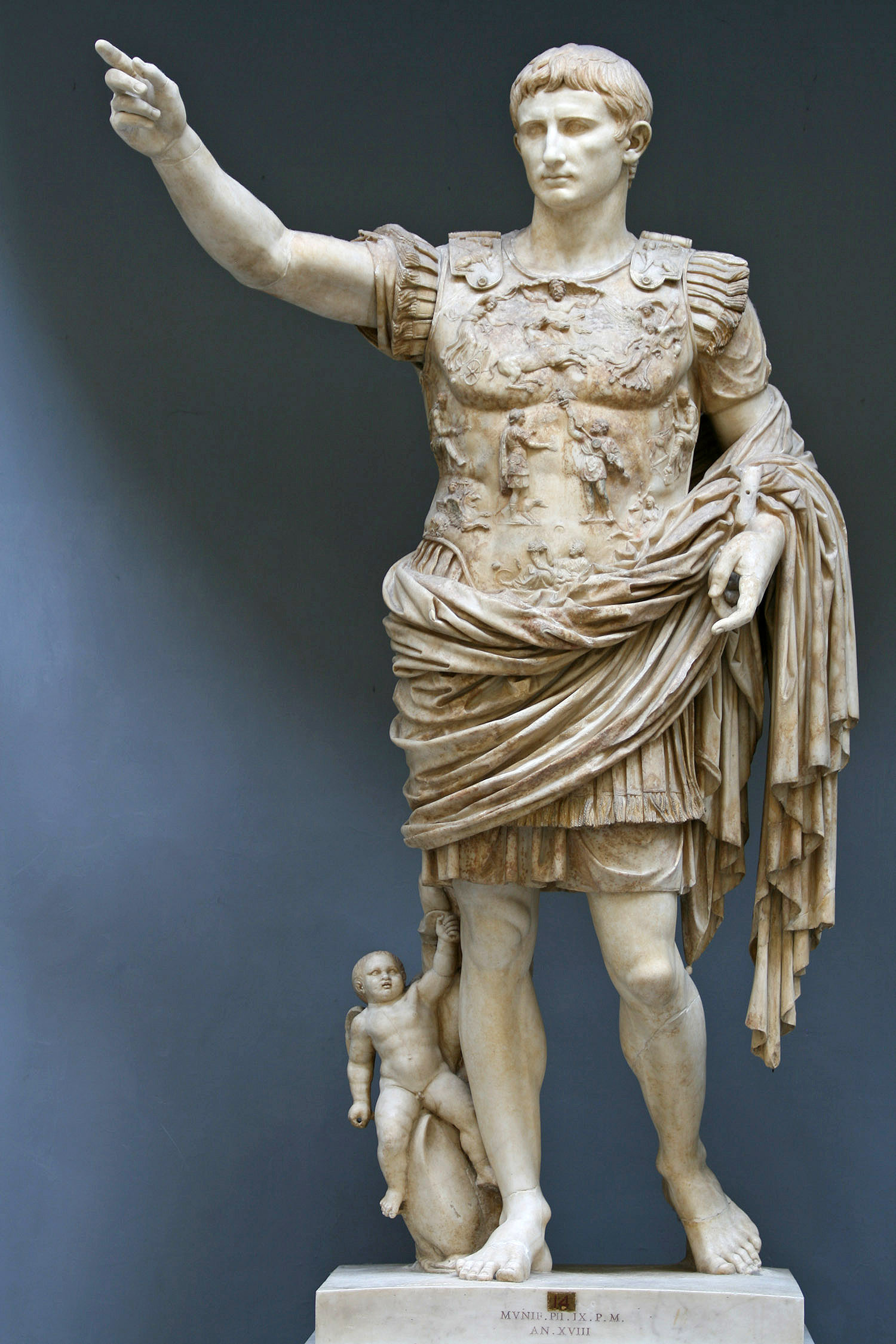
El famoso Augusto de Prima Porta

A continuación Octavio se convirtió en Emperador de Roma bajo el nombre de Augusto y, en ausencia de asesinos políticos o usurpadores, consiguió expandir en gran medida las fronteras del Imperio.

## La muerte de la República
Con la victoria de Octavio sobre Marco Antonio, la República se anexionó de facto las ricas tierras de Egipto, aunque la nueva posesión no fue incluida dentro del sistema regular de gobierno de las provincias, ya que fue convertida en una propiedad personal del emperador, y como tal, legable a sus sucesores. A su regreso a Roma el poder de Octavio es enorme, tanto como lo es la influencia sobre sus legiones.
En el año 27 a. C. se estableció una ficción de normalidad política en Roma, otorgándosele a Augusto, por parte del Senado, el título de Imperator Caesar Augustus (emperador César Augusto). El título de emperador, que significa «vencedor en la batalla» le convertía en comandante de todos los ejércitos. Aseguró su poder manteniendo un frágil equilibrio entre la apariencia republicana y la realidad de una monarquía dinástica con aspecto constitucional (Principado), en cuanto compartía sus funciones con el Senado, pero de hecho el poder del princeps era completo. Por ello, formalmente nunca aceptó el poder absoluto aunque de hecho lo ejerció, asegurando su poder con varios puestos importantes de la república y manteniendo el mando sobre varias legiones. Tras su muerte Octaviano fue consagrado como hijo del Divus (divino) Julio César, lo cual le convertiría, a su muerte, en dios.
| Predecesor: Historia de la República Romana media | Historia de la República Romana tardía 135 a. C.-27 a. C. | Sucesor: Imperio romano |